# Сорокин, Алвис
Алвис Сорокин (латыш. Alvis Sorokins; род. 9 февраля 2001, Рига) — латвийский футболист, вратарь клуба «Метта».

## Карьера
Воспитанник футбольного клуба «Супер Нова», затем позже перебрался в структуру «Метта». В июле 2020 года отправился в аренду в «Салдус». Провёл за клуб 9 матчей, в которых отметился 20 пропущенными мячами. По окончании аренды покинул клуб. В ноябре 2020 года стал подтягиваться к играм с основной командой. 
В сезоне 2021 года тренировался с основной командой клуба. Дебютировал 10 апреля 2021 года в матче против «Риги». Затем появился на поле еще 2 раза, оставаясь резервным вратарём. В августе 2021 года отправился в аренду в «Скансте», вместе с которой стал победителем Второй Лиги. По окончании аренды покинул клуб.
Зимой 2022 года тренировался с основной командой. Первый матч в сезоне сыграл 14 апреля 2022 года против «Риги». Весь сезон футболист провёл как резервный вратарь, выйдя на поле в 8 матчах во всех турнирах. Окончил сезон на 9 предпоследнем месте в турнирной таблице, отправившись в стыковые матчи. По итогу стыковых матчей против клуба «Гробиня» смогли сохранить прописку в высшем дивизионе. Сам игрок за играми также наблюдал со скамейки запасных.
Новый сезон футболист начал в составе основной команды клуба «Метта» 10 марта 2024 года в матче против клуба «Валмиера».

## Международная карьера
В 2017 году вызывался в юношескую сборную Латвии до 17 лет. В октябре 2017 года вместе со сборной отправился на квалификационные матчи юношеского чемпионата Европы до 17 лет, однако на поле тогда так и не вышел. В 2018 году получился вызов в юношескую сборную Латвии до 18 лет на товарищеские матчи против сверстников из Исландии.

## Достижения
«Скансте»
- Победитель Второй лиги: 2021